# Afrikaanse rog
De Afrikaanse rog (Raja africana) is een vissensoort uit de familie van de Rajidae. De wetenschappelijke naam van de soort is voor het eerst geldig gepubliceerd in 1977 door Capapé.